# Mathilde von Rohr

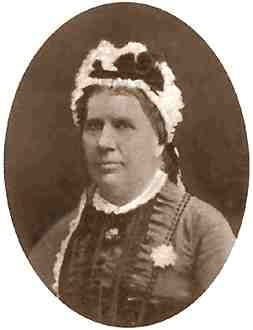
Mathilde von Rohr (Porträtmedaillon)

Mathilde Sophie von Rohr (* 9. Juli 1810 in Trieplatz; † 16. September 1889 in Dobbertin) war eine deutsche Stiftsdame. Sie war eine Freundin und vertraute Briefpartnerin Theodor Fontanes.

## Leben im Kreis Ruppin
Mathilde von Rohr war eine Tochter des Hauptmanns Georg Moritz von Rohr. Dessen Gattin Antoinette Charlotte Friederike Henriette war eine geborene Baronesse von Hünecke. Mathilde wuchs als sechstes von acht Kindern in Trieplatz und Brunn im Kreis Ruppin auf. Gut Trieplatz war 1752 von Verwandten an Georg Moritz von Rohr verkauft worden und bis 1888 der Stammsitz des Hauses.
Acht Jahre nach Mathildes Geburt, und damit unüblich verzögert, nahm Hauptmann von Rohr die Einschreibung seiner Tochter in das Kloster Dobbertin als adliges Damenstift vor. Die späte Registrierung seiner Tochter könnte durch die Kriegszeiten bedingt gewesen sein; auch der Trieplatzer von Rohr mag in diesen Jahren häufiger beim Militär als auf seinem recht kleinen Gut gewesen sein. Zur Aufnahme in das Dobbertiner Damenstift war eigentlich die schnelle Anmeldung der erstgeborenen Tochter innerhalb von zwei bis drei Tagen, die nachgewiesene adlige Herkunft von väterlicher und mütterlicher Seite und die schriftliche Erklärung zur „inländischen“ Abstammung der Anwärterin sehr wichtig. Die preußische Familie von Rohr konnte diese Voraussetzungen der Besitzungen im Land Mecklenburg mit einem Stammgut in Speck bei Waren und in Tramnitz, der mecklenburgischen Enklave auf preußischem Gebiet bis 1937, erfüllen. Auf der Ahnentafel zur Einschreibung vom 19. Juli 1818 vermerkt Mathildes Vater Georg Moritz von Rohr mit eigenhändiger Unterschrift und Siegel, „dass meine Vorfahren aus dem Mecklenburgischen und zwar zuletzt aus Speck weiter hinauf aus Priborn abstammen.“
Nach dem Tod des Vaters im Jahre 1832 zog die Mutter mit ihren Töchtern nach Berlin. In ihren dortigen literarischen Salon in der Behrenstraße 70 wurde Fontane durch Bernhard von Lepel eingeführt. Mathilde von Rohr erhielt bereits in diesem Jahr aus Dobbertin die erste „volle Hebung“, mit der ihre finanzielle Versorgung gesichert war. In den Berliner Jahren engagierte sie sich besonders in den Vorständen der Kleinkinderschulen, den Kindergärten am dortigen Dönhoffplatz und in der Luisenstraße.
Als im Jahre 1853 die Mutter starb, wohnte Mathilde von Rohr mit ihrer Schwester Antoinette von Rohr noch in der Berliner Behrenstraße 70. In den Adressbüchern ist ihr Name bereits mit dem Zusatz Konventualin versehen – einem Titel, der seiner Trägerin hohes Ansehen und ein beträchtliches Maß an gesellschaftlicher Selbstständigkeit verschaffte. Die Geldzahlung für Konventualinnen war gestaffelt und wurde nach längerer Anwartschaft in voller Höhe und lebenslang gezahlt. Nach dem Einzug in das mecklenburgische Damenstift als Alterssitz wurde die Hebung durch festgelegte Naturalzuwendungen erweitert.
Im Januar 1869 erreichte Mathilde von Rohr nach 51 Jahren Wartezeit der Ruf aus Dobbertin zum dortigen Einrücken, wie es so nett in den Landtagsprotokollen formuliert wurde.

## Das Leben im Damenstift

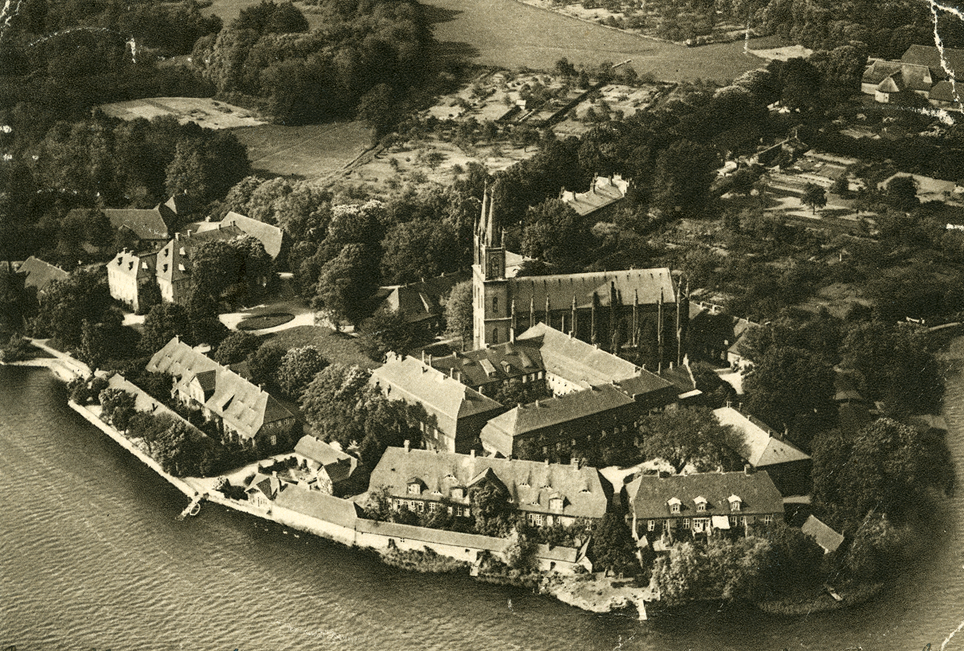
Luftaufnahme Kloster Dobbertin (1930)

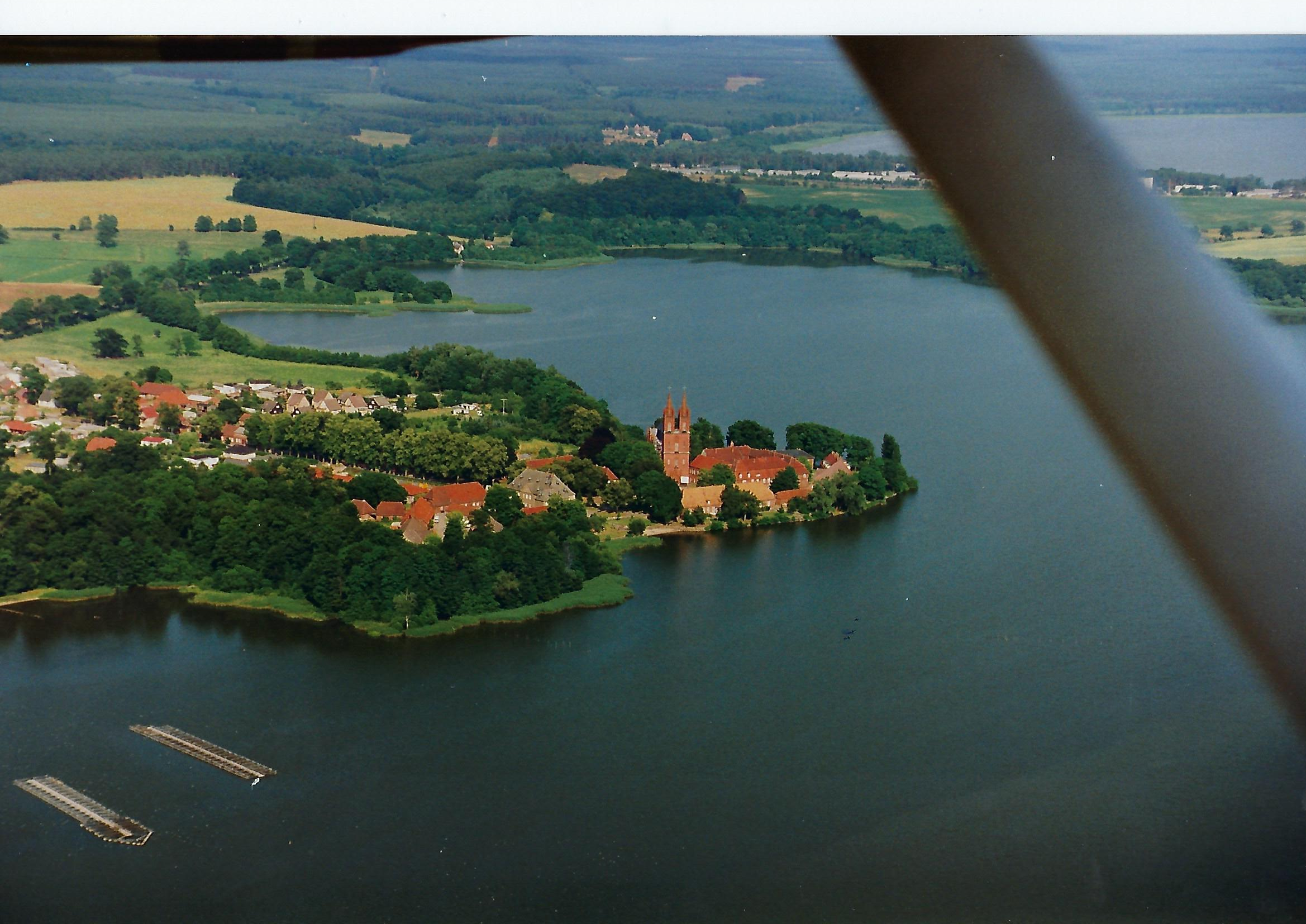
Klosteranlage (1994)

In der am Dobbertiner See gelegenen Klosteranlage sollte die nun 59-Jährige ihre letzten 20 Lebensjahre als Konventualin verbringen. Dort wohnten in der Regel 32 Konventualinnen, von denen zwei bis drei von ratsfähigen Bürgerfamilien der Städte sein sollten. Lange Wartezeiten auf einen freien Platz waren üblich. Etliche Damen hatten schon geheiratet oder waren verstorben. Doch wenn durch „Abgang“ ein Klosterplatz frei wurde, durfte nach der Einschreibeliste das nächste Fräulein „einrücken“.
Das Leben im Damenstift bedeutete für die unverheirateten Töchter des mecklenburgischen Adels eine gesicherte Versorgung bis ins hohe Alter, aber es gab auch zahlreiche standesrechtliche Vorteile, gesellschaftliche Freiheiten und Möglichkeiten jenseits der Ehe. 
Das im Kloster Dobbertin als größtes und reichstes Wirtschaftsunternehmen in Mecklenburg. Die Damen lebten in einer geordneten Gemeinschaft, dem Konvent mit einer auf Lebenszeit gewählten Domina als Vorsteherin. Die Wohnungen waren sehr geräumig, hatten sechs bis acht Zimmer, eine Diele und Küche mit Vorratskammer, dazu noch zwei bis drei Dachkammern, einen Keller und einen Holzschuppen. Auch ein Vorgarten und beträchtliches Gartenland auf dem Klostergelände gehörten dazu. Jedem Damenhaushalt stand ein Dienstmädchen und ein Damendiener zur Verfügung. Naturalien wurden frei Haus geliefert, Wild brachten die Jäger aus den Klosterforsten, den Fisch lieferten die Fischer aus den klostereigenen Seen, nach Wunsch hatte die Frau des Landreiters auch zu räuchern. Der Landreiter war einer der klostereigenen Polizisten. Die Klosterbäckerei hatte mit dem Mehl aus der Klostermühle den Damen Brot und zweimal wöchentlich Kuchen zu backen. Jeder Dame gehörte auch eine Kuh, ein Schwein und Hühner, die nahe dem Klosterbauhof durch den Kuhhirten gehalten wurden. Dieser hatte den Damen täglich frische Milch zu liefern. In ihren Gärten wurde umgegraben und sogar die Bohnenstangen aufgestellt. Auch der „Damendiener“ half bei schwerer Arbeit im Hause. Sie mussten Wasser von der Pumpe holen, Trockentoiletten entsorgen, Holz hacken und die Öfen heizen. „Bei Aufwartungen“ hatte er in einem geeigneten Anzug zu erscheinen. 
Neben den 31 Damenwohnungen und dem Wohnhaus der Frau Domina gab es im Kloster weitere separate Häuser, so für den Klosterhauptmann als Geschäftsführer des Klosteramtes und den Küchenmeister als Finanzbeamter. Auf dem Klostergelände befanden sich noch das Brau- und Brennhaus, die Klosterbäckerei, die Obstdarre mit dem Kornspeicher, der Eiskeller, das Badehaus für die Klosterdamen, die Gefängnisse und die Pferdeställe des Klosterhauptmannes. Etwas abseits vom Kloster befanden sich die Gärtnerei, die Klostermühle, das Klosterforstamt, der Klosterfriedhof und der große Klosterbauhof mit den Viehställen und Kuhweiden. Die Bauhofleute hatten auch für die ständige Versorgung der Klosterdamen zu sorgen.
Neben den allgemeinen Verhaltensregeln gab es im Damenstift auch diverse Ordnungen zu beachten, so auch die Kutschen-, Boots- oder Tennisordnung. Die Damen wurden auf dem Dobbertiner See gerudert, die Kutschen mit den Kutschern waren zur Ausfahrt zu beantragen und beim Tennisspiel durften keine Hunde mitgebracht werden. Sehr wichtig war die Kleiderordnung, denn das weiße Häubchen gehörte zur täglichen Garderobe. Standesgemäß waren die Damen bei Festlichkeiten immer mit ihren Orden dekoriert. Durch das Tragen der Orden wurde ihr gesellschaftlicher Rang in der Öffentlichkeit und bei Hofe aufgewertet. 1763 stiftete die Herzogin Louise Friederike zu Mecklenburg den Konventualinnen das Gnadenkreuz Pour la vertu am blauen Band.

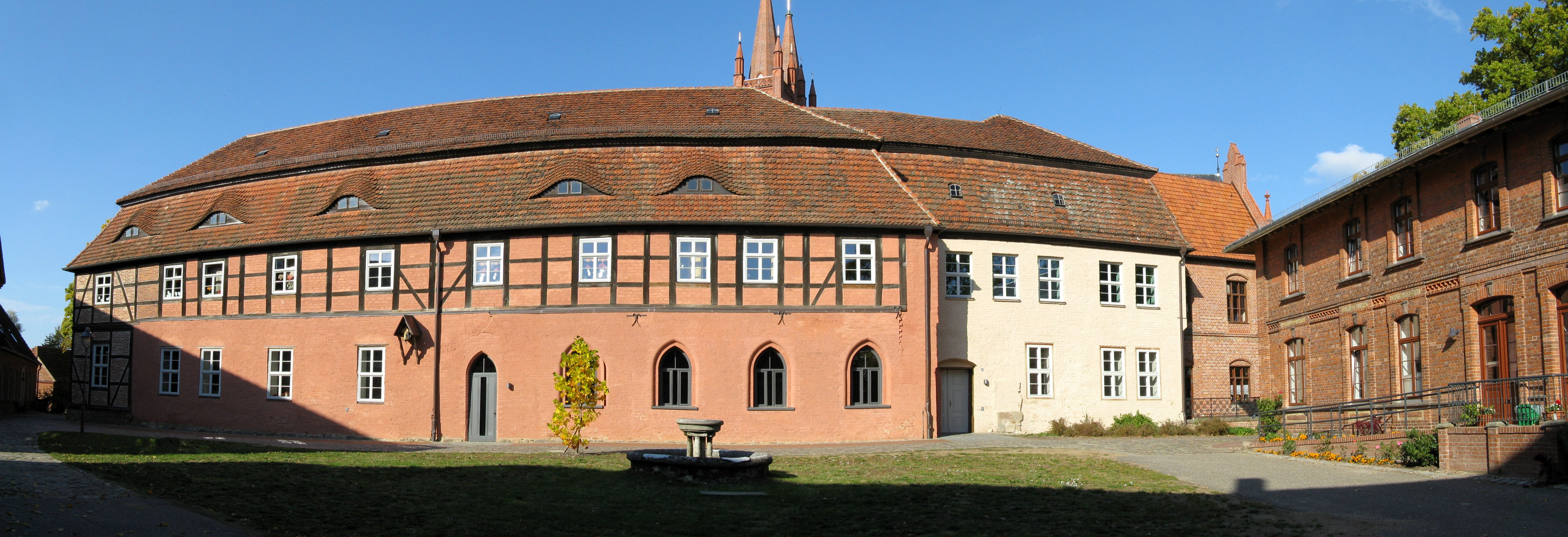
Mathilde von Rohr's Wohnung im ehemaligen Refektorium im Kloster Dobbertin (2009)

Im Frühsommer 1869 konnte Mathilde von Rohr eine der schönsten Klosterwohnungen des Konvents im Südflügel der früheren Klausur des Nonnenklosters beziehen. Zur großen, auf zwei Etagen gelegenen Wohnung gehörten insgesamt sieben Zimmer, eine Küche und eine Kammer. Das alte Refektorium, einst Speisesaal der Nonnen, war nun ihr Wohn- und Empfangsbereich. Durch die altertümlichen spitzbogigen Holzfenster war der prächtige Tulpenbaum zu sehen. Auch Theodor Fontane war von diesem Raum sehr angetan. Nahm er doch aus den Kamingesprächen im Dobbertiner Salon weitere Anregungen für seine literarische Arbeit mit nach Berlin. Von Mathilde von Rohrs Flur führte eine Tür zum Kreuzgang; von dort konnte sie in die Klosterkirche und zur Wohnung der Domina, der Vorsteherin des Konvents, gelangen.
Domina Hedwig von Quitzow war zu dieser Zeit bereits 90 Jahre alt. Selbst Preußin von Geburt, hatte sie nun mit Mathilde von Rohr wieder eine Landsfrau an ihrer Seite, die sogleich in den Freundeskreis aufgenommen wurde.

## Mathilde von Rohr im Dobbertiner Kloster

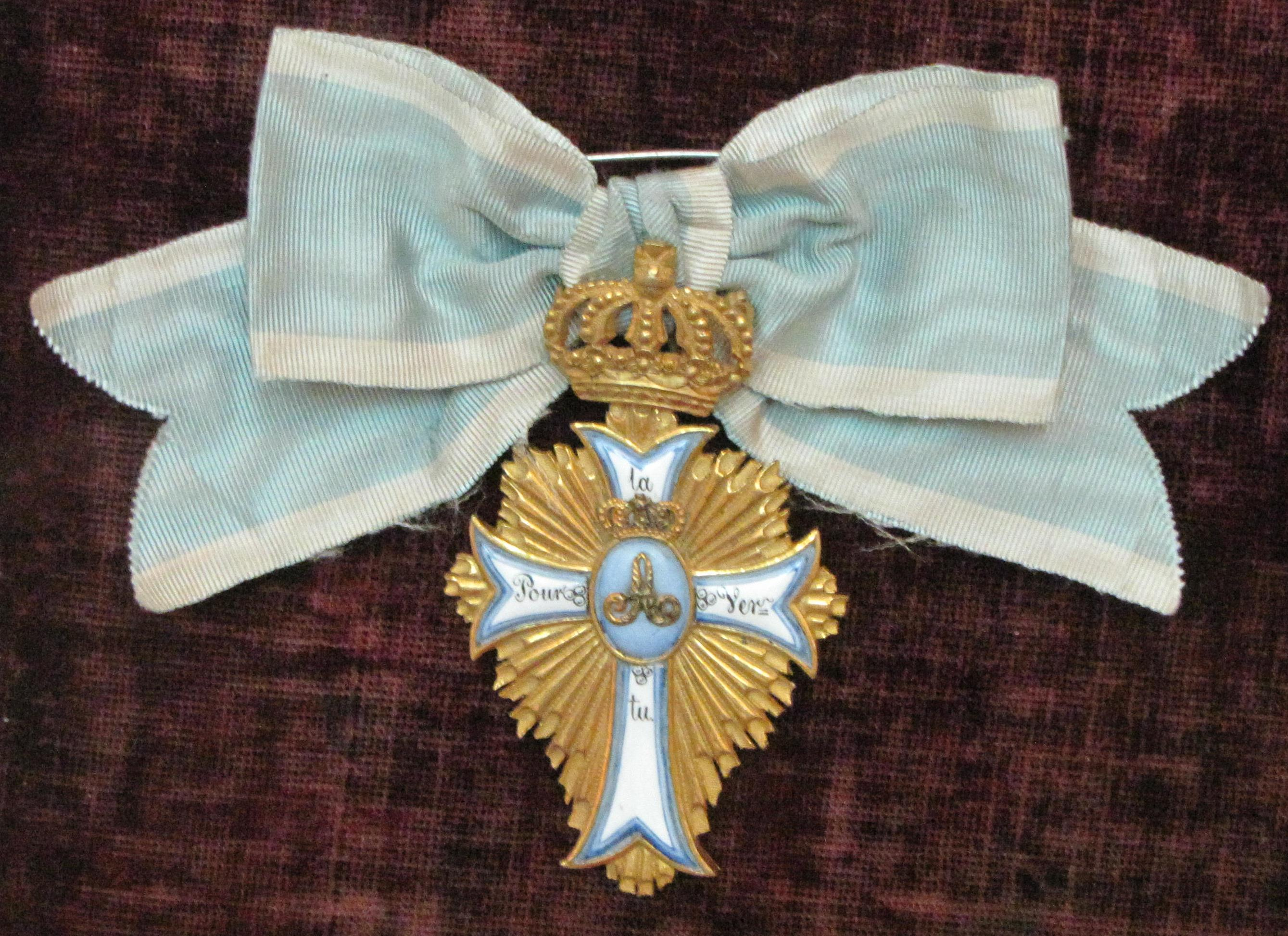
Gnadenkreuz Pour la vertu der Konventualinnen

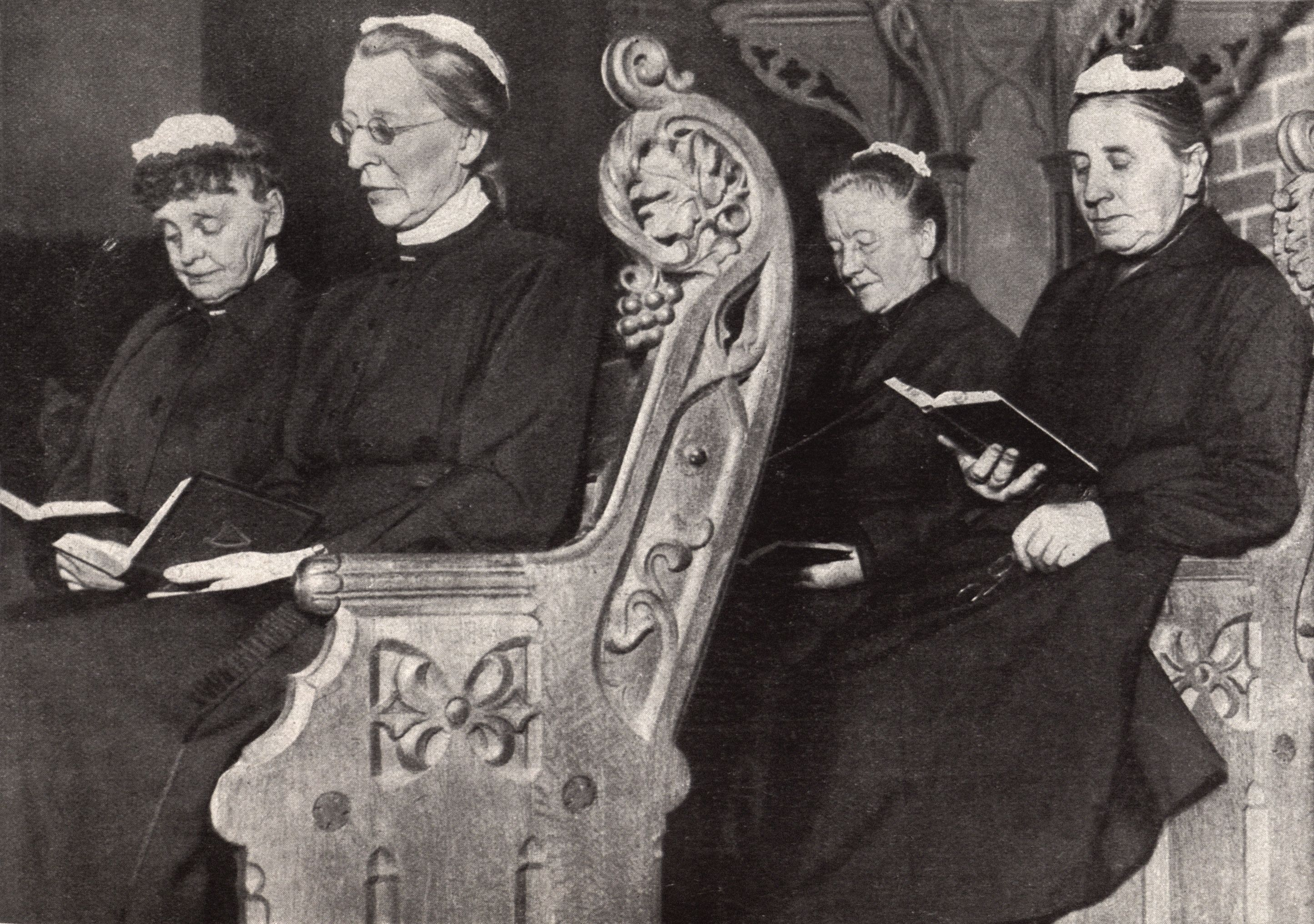
Konventualinnen bei der Andacht in der Klosterkirche

Bis alle Formalitäten zum Einrücken Mathilde von Rohrs als Konventualin durch das Dobbertiner Klosteramt bearbeitet waren, vergingen Monate. Erst im Frühsommer 1869 konnte sie ihre Klosterwohnung beziehen. Theodor Fontane adressierte seine Geburtstagsglückwünsche an Mathilde zum 9. Juli 1869 bereits nach Dobbertin.
Auf dem Landtag zu Sternberg wurde am 2. Dezember 1869 der erst 35-jährige Christian Joachim Hugo von Bernstorff auf Wahrensdorf bei Grevesmühlen zum neuen Klosterhauptmann gewählt. Bernstorff war seit sechs Jahren mit Freiin Adelheid von dem Bussche-Ippenburg verheiratet, die bisher Hofdame bei der Königin Marie von Hannover gewesen war. Bald sollte sich zeigen, dass diese Wahl auch das Leben der Preußin Mathilde in Dobbertin beeinflussen würde, die 1869 weit weg von Berlin ihr erstes Weihnachtsfest im Damenstift feierte.
Am 7. Februar 1870 erfolgte die feierliche Amtseinführung des neuen Klosterhauptmanns Graf von Bernstorff vor den versammelten Damen im Konventsaal des Klosters. Zu den Klosterdamen oder schlicht Fräuleins genannt, gehörten neben der inzwischen 91-jährigen Domina Hedwig von Quitzow und der 69-jährigen Priorin Helene von Lützow als ihre Stellvertreterin noch Ilsabe Sophia von Stralendorff, Louise Friederike von Lützow, Louisa Friderica von Holstein, Wilhelmine Caroline von Preen, Sophia Ida von Weltzien, Anne Elisabeth von Graevenitz, Sophia Wilhelmina von Schack, Johanna Wilhelmine von Bülow, Georgine Marie von Plessen, Ida Dorothea von Pentz, Amalie Friederike von der Lancken und die drei bürgerliche Damen Clara Moll, Marie Berlin und Henriette Langfeldt, auch „Demoiselles“ genannt.
Mathilde von Rohr engagierte sich resolut für die Belange der Klosterdamen, hatte oft unter deren Rivalitäten arg zu leiden und bekam die antipreußischen Neigungen zu spüren. Einmal war die Kuh einer Klosterdame von der Lungenseuche befallen und musste notgeschlachtet werden. Der Goldberger Schlachter verkaufte das verdorbene Fleisch zuerst an Mathilde von Rohr, die danach schwer erkrankte. Dieser Vorfall glich einem Mordanschlag und beschäftigte noch längere Zeit den Dobbertiner Konvent. Nicht nur die Klosterdamen, auch der Klosterhauptmann Christian Joachim Hugo Graf von Bernstorff zollten der resoluten, unbequemen Preußin fortan etwas mehr Respekt.
Seit Mathilde von Rohrs Einzug in Dobbertin hatte auch der dortige Landbriefträger Albert Nebe mehr Post zum Kloster zu tragen, denn Theodor Fontane setzte die langen, freundschaftlichen Berliner Gespräche nun schriftlich fort.
Am 1. August 1870 besuchte der märkische Dichter erstmals seine Freundin im Kloster Dobbertin. Von seiner Urlaubsreise aus Warnemünde und ab Güstrow mit der Kutsche kommend, blieb er eine Woche dort. Bei seiner Abreise schickte Mathilde noch eine großzügige Spende für verwundete Soldaten des 1870er Krieges gegen Frankreich mit ihm nach Berlin.
Im Sommer 1871 kam die 47-jährige Wilhelmine Louise Janette von Bülow, Tochter des Königlich-Preußischen Oberforstmeisters aus Thale im Harz nach Dobbertin. Als Konventualin wurde sie sogleich in den engeren Freundeskreis Mathilde von Rohrs aufgenommen und sollte dieser bis zu deren Tod eine sehr gute Freundin bleiben.
Am 25. August 1871 kamen Theodor und Emilie Fontane von Berlin über Güstrow mit der Postkutsche nach Dobbertin. In diesen Tagen machte der Dichter wohl auch seine ersten Aufzeichnungen zum Dobbertiner Kloster und seiner Geschichte. Theodor Fontane reiste erst am 11. September weiter nach Warnemünde, wo er wieder im Hotel Hübner an der Strandpromenade logierte. Für Janette von Bülow war dies die erste Begegnung mit Fontane. Diese Bekanntschaft sollte bis über Mathildes Tod hinaus gepflegt werden.
Während ihrer Klosterjahre pflegte Mathilde von Rohr auch weiter die alten Kontakte nach Berlin. Am 20. November 1871 war sie wieder dort, und gleich am nächsten Tag schrieb Fontane: „Mein gnädiges Fräulein. Zuerst 1000mal willkommen in der Heimat.“
Das Jahr 1875 brachte eine wichtige Entscheidung für Mathilde von Rohr, aber auch eine bedeutende Zäsur für den ganzen Konvent. Am 29. Mai 1875 starb die schon 96-jährige Domina Hedwig von Quitzow, die dem Konvent 37 Jahre lang vorstand. Mathilde von Rohr sollte ihre Nachfolgerin werden. Doch die Klostervorsteher und einige Konventualinnen sprachen sich im Vorfeld der Wahlen gegen die Preußin aus. Wegen einer Blinddarmentzündung konnte sie weder an der Trauerfeier, noch an der Wahl der neuen Domina teilnehmen. Am 28. Juli 1875 wurde die 54-jährige Hedwig von Schack mit 20 Stimmen zur neuen Vorsteherin des Konvents gewählt, Mathilde erhielt nur 10 Stimmen. Von ihrer schweren Krankheit und den Auswirkungen der Domina-Wahl erholt, unternahm sie im Herbst ihre alljährliche Reise nach Berlin.
Trotz Mathildes offener Art und großer Achtung, den ihr ein Teil der Konventualinnen zollte, kam es in den folgenden Jahren immer wieder zu Differenzen mit der Domina und dem Klosterhauptmann. Fontane schrieb dazu der Freundin voller Verständnis, doch auch nicht ohne Vorsicht: „Solche Nachbarschaften sind mehr als unbequem. Ich gehe hier nicht weiter darauf ein, da man das Schicksal von Briefen, für die sich mitunter neugierige Augen finden, nie vorausbestimmen kann.“
Im Kloster herrschte auch 1877 rege Bautätigkeit, von der sogar Mathilde von Rohr betroffen war. Sie war in großer Sorge und Aufregung, ging es doch um den Salon, ihr Wohnzimmer. Denn auf Wunsch des Local-Komitees, des Landtagsausschusses, sollte, „das in seinem inneren Baustil entstellte Refektorium wieder wie zu Nonnenzeiten herzurichten sein“. Der Plan wurde verschoben, bis man „den geeigneten Zeitpunkt für gekommen glaubte“. Dazu sollten weitere 128 Jahre vergehen, bis sich das Refektorium 2005 wieder wie zu Nonnenzeiten präsentieren konnte.
Einige der Konventualinnen im Damenstift engagierten sich besonders für Bildung, Musik und Kunst in Dobbertin. Priorin Helene von Lützow war Leiterin der Kleinkinderbewahranstalt im Dorf. Dieser Kleinkinderschule, einem heutigen Kindergarten, stand auch Mathilde von Rohr hilfreich zur Seite. Mathilde hatte sich bereits in ihrer Berliner Zeit in den Vorständen der Kleinkinderschulen am dortigen Dönhoffplatz und in der Luisenstraße engagiert.
1881 unternahm sie ihre Berlin-Reise schon Ende März, um sich mit Theodor Fontane und seiner Familie zu treffen, denn für Fontanes jüngsten Sohn Friedrich war sie Patin Rohr. Im November wurde der 54-jährige Großherzoglich Mecklenburg-Strelitzer Kammerherr und Feldberger Landrat Wilhelm von Oertzen auf Lübbersdorf, Cosa und Barsdorf auf der Sternberger Landtagsversammlung zum neuen Klosterhauptmann gewählt.
Im Juni 1882 besuchte Fontanes 22-jährige Tochter Martha (Mete), die Tante Rohr seit ihrer Kindheit schon kannte, Mathilde von Rohr im Kloster Dobbertin. Mete schrieb den Eltern: „Seit gestern Abend bin ich hier, Tante Rohr ist unbeschreiblich gut zu mir und wir haben schon viel und eingehend miteinander geplaudert...“
Im Juli 1884 wurde Mathilde von Rohr 74 Jahre alt. Sie kränkelte oft, litt an Husten und konnte nur noch selten verreisen. Doch Anfang April 1886 fuhr sie noch nach Potsdam zum Begräbnis ihrer jüngeren Schwester Emma. Im Sommer kamen beide Töchter ihrer verstorbenen Schwester zur Erholung nach Dobbertin.

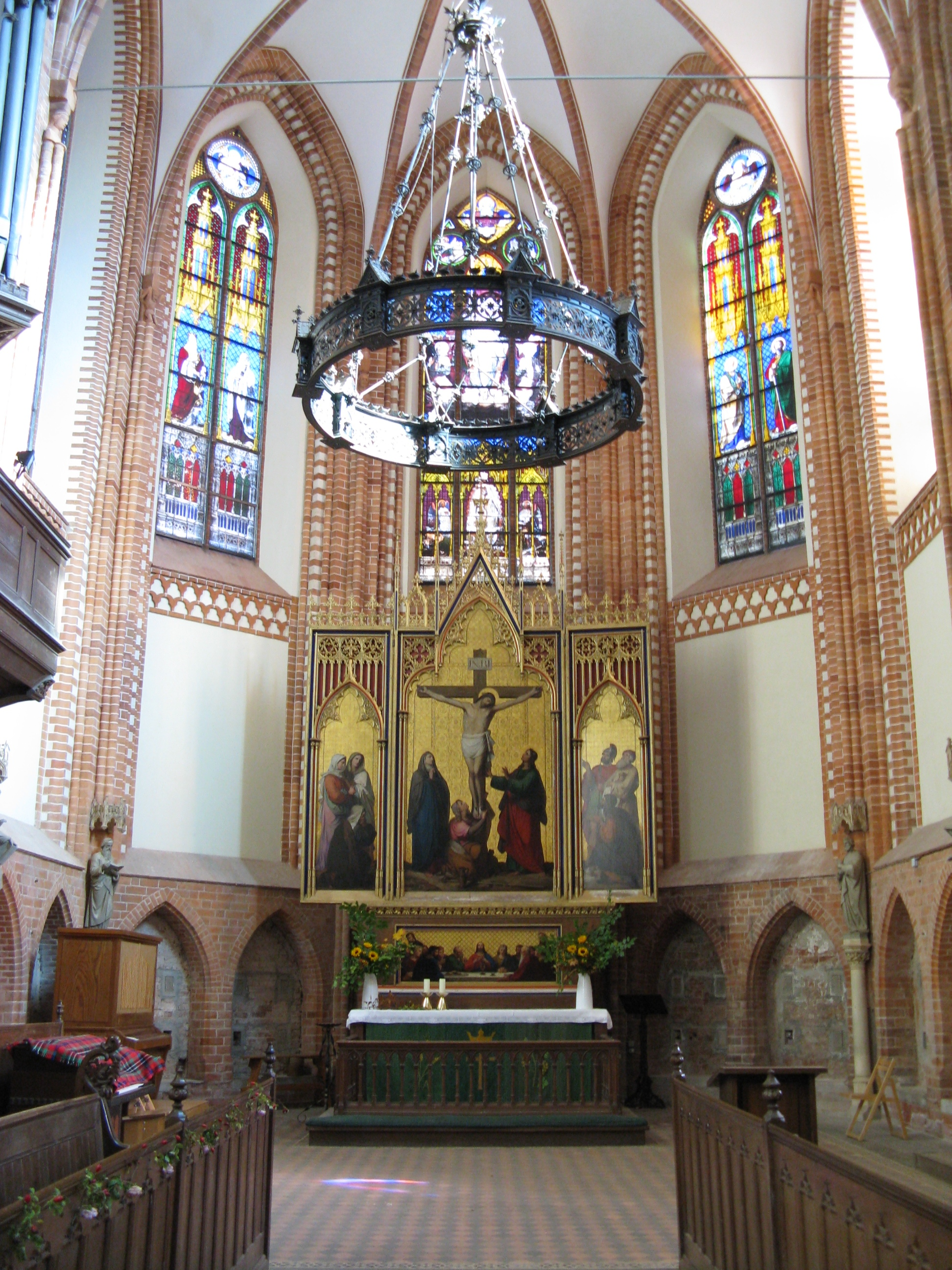
Klosterkirche Dobbertin mit dem als Untier an Hässlichkeit bezeichneten Kronleuchter (2009)

Eine weitere Begebenheit soll nicht unerwähnt bleiben. In der Klosterkirche war es den älteren Damen zu dunkel und die beiden kleinen 150-jährigen Kronleuchter waren für die Beleuchtung nicht mehr ausreichend. Mit der Herstellung zwei neuer Leuchter wurden der Berliner Baumeister Dörflein und der Kunstschlosser Marcus beauftragt. Doch nach dem Zusammenbau waren sie zu groß und kamen nicht durch die Kirchentür. Nach heftigem Streit war der Dobbertiner Amtsmaurermeister Andreas als Schuldiger ausgemacht, denn er hatte sich um zwei Meter vermessen. Der Klosterhauptmann Wilhelm von Oertzen gab zu dieser peinlichen Situation auf dem Landtag zu Malchin eine recht unglückliche Figur ab. Auch Mathildes Äußerungen zu den schwarzen Leuchtern, sie seien ein Untier an Hässlichkeit, wurden sofort dem Klosterhauptmann zugetragen. Wilhelm von Oertzen beschimpfte Mathilde in ihrer Wohnung als Unruhestifterin und behandelte sie dort wie eine Viehmagd. Mathilde von Rohr bewahrte auch nach dieser unerhörten Begebenheit Stillschweigen über diesen unwürdigen Auftritt. Selbst ihre Freundin Janette von Bülow erfuhr erst Tage später vom unglaublichen Benehmen des Klosterhauptmanns. Die Auseinandersetzung traf sie so schwer, dass sich ihr Herzleiden wieder bemerkbar machte und der Klosterarzt gerufen werden musste.
Theodor Fontane, der von diesen Vorfällen und den unwürdigen Auftritten vorerst kein Wort erfuhr, gratulierte Mathilde von Rohr am 8. Juli 1887 zu ihrem 77. Geburtstag aus dem Seebad Rüdersdorf mit den Worten „Dobbertin könnte man auch Seebad nennen“. Schon bei seinen ersten Besuchen hatten Fontane die stimmungsvollen Tage in dem idyllisch am Dobbertiner See gelegenen Kloster fasziniert. Seine Verse von 1871 halten diese Erinnerung Ich denke an die goldenen Tage, an die Tage von Dobbertin fest. Es sollte noch schlimmer kommen und in den folgenden Monaten gab es für Mathilde von Rohr in Dobbertin nur noch wenige goldene Tage. Eine Entschuldigung des Klosterhauptmanns von Oertzen wegen seines ungebührenden Benehmens stand immer noch aus. Dafür kam seine Frau Clementine von Oertzen zu Mathilde, um sich für ihren Mann zu entschuldigen und bat sie, diesen Vorgang weiter geheim zu halten. Denn im November 1887 standen auf dem Landtag zu Sternberg die Neuwahlen des Klosterhauptmanns als Geschäftsführer für die nächsten sechs Jahre an und von Oertzen wollte wieder gewählt werden. Erst wenige Tage vor den Wahlen konnte er sich zu einem halbherzigen Schreiben durchringen, in dem er den Disput als Missverständnis herunterzuspielen versuchte. Er wurde auf dem Landtag mit knapper Mehrheit wiedergewählt und Mathilde schwieg weiter über diesen Vorfall.

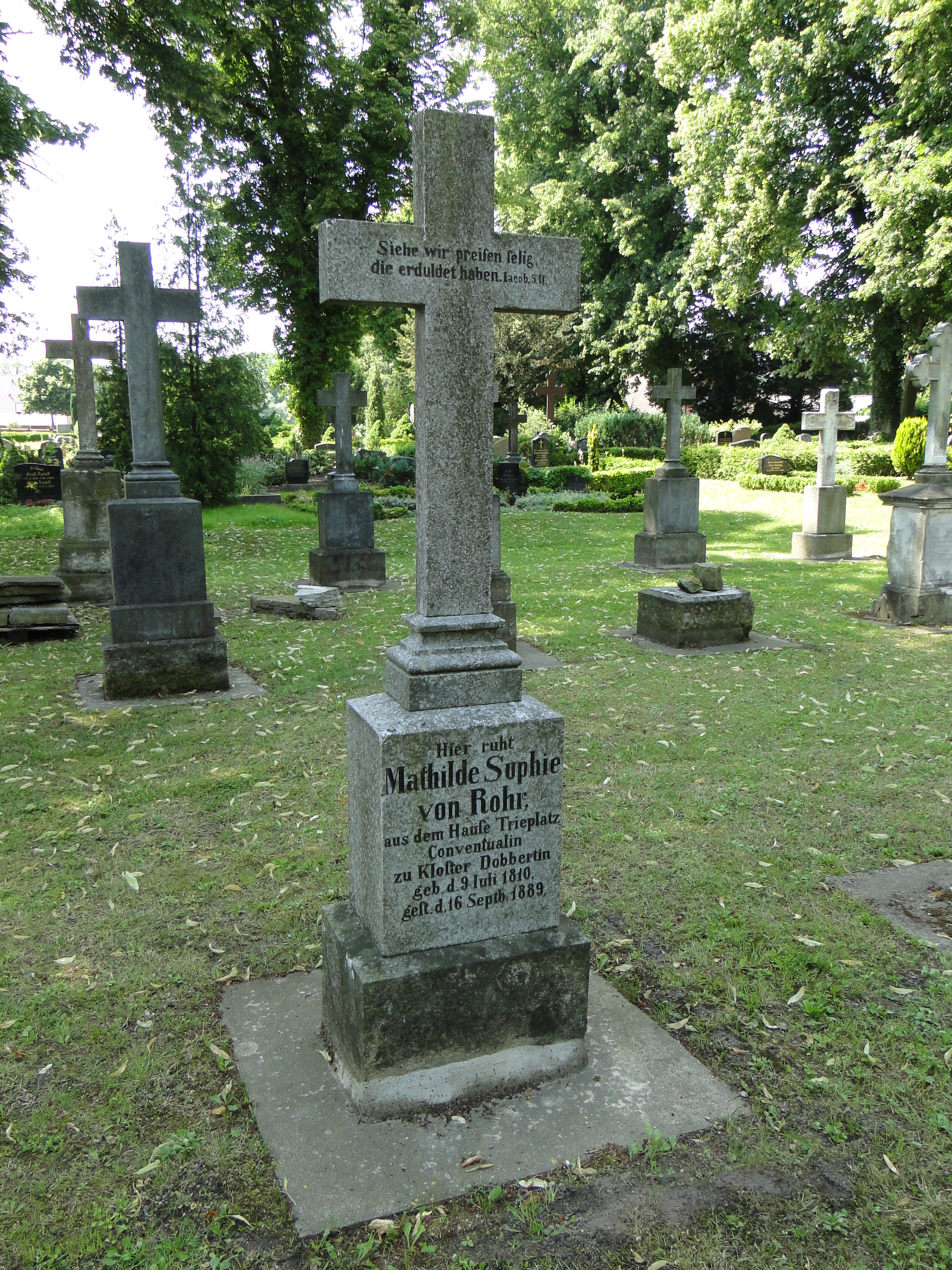
Grabstelle auf dem Klosterfriedhof in Dobbertin (2011)

Als sich im Herbst 1888 Mathildes Krankheit und ihre Asthmaanfälle wieder verschlimmerten, war es nur der fürsorglichen medizinischen Betreuung des Klosteramtsarztes Medizinalrat Dr. Havemann zu verdanken, dass sich die 78-jährige noch einmal erholte. Ihre Pflege und Versorgung übernahm in diesen Wochen wiederum die Vertraute Janette von Bülow. Zu Weihnachten ging Mathilde erstmals wieder ohne fremde Hilfe durch ihre Wohnung, doch der Winter zum Jahr 1889 war besonders lang und kalt. Mathilde versorgte Fontane noch weiter mit Informationen. Zu ihrem 79. Geburtstag am 9. Juli 1889 erhielt sie Theodor Fontanes Glückwünsche von seiner Kur aus Bad Kissingen. Am 16. August 1889 besuchte er nach einer beschwerlichen Fahrt seine Freundin und Vertraute nach langer Zeit wohl zum letzten Mal. 
Mathilde von Rohr starb am 16. September 1889 im Beisein von Janette von Bülow. Die Trauerfeier fand nachmittags am 19. November in der vollbesetzten Klosterkirche unter Pastor Friedrich Pleßmann mit einer bewegenden Rede statt. Unter den Trauergästen war auch Franz von Lepel, der älteste Sohn von Mathildes altem Freund Bernhard von Lepel. Der Trauerzug führte unter Glockengeläut zum Klosterfriedhof. Dort fand sie ihre letzte Ruhestätte, wo auch heute noch ihr gepflegter Grabstein mit Sandsteinkreuz an sie erinnert.

## Kontakt mit Fontane
Der erste erhaltene Brief Fontanes an Fräulein von Rohr stammt von Silvester 1859. Insgesamt sind 230 dieser Briefe überliefert und in der Berliner Staatsbibliothek archiviert. Es scheint, dass die andere Hälfte der Korrespondenz nicht erhalten geblieben ist. Mathilde von Rohr lieferte Fontane zahlreiche Anekdoten und Details, die dieser in seinen literarischen Arbeiten verwendete.
1892 veröffentlichte Fontane einen biographischen Essay über Mathilde von Rohr in der Familienzeitschrift Daheim unter dem Titel Mathilde von Rohr, Konventualin zu Kloster Dobbertin. Dieser Text wurde erstmals 1903 in die 8. Auflage von Die Grafschaft Ruppin (Wanderungen durch die Mark Brandenburg. Teil 1) eingefügt.